# Zamarada keraia
Zamarada keraia là một loài bướm đêm trong họ Geometridae.